# Médard Aribot
« Aribot » redirige ici. Pour les articles homophones, voir Aribaud et Haribo.
Médard Aribot né le 9 juin 1901 à Sainte-Luce (Martinique) et mort le 17 octobre 1973 aux Trois-Îlets (Martinique) est un sculpteur français.

## Biographie

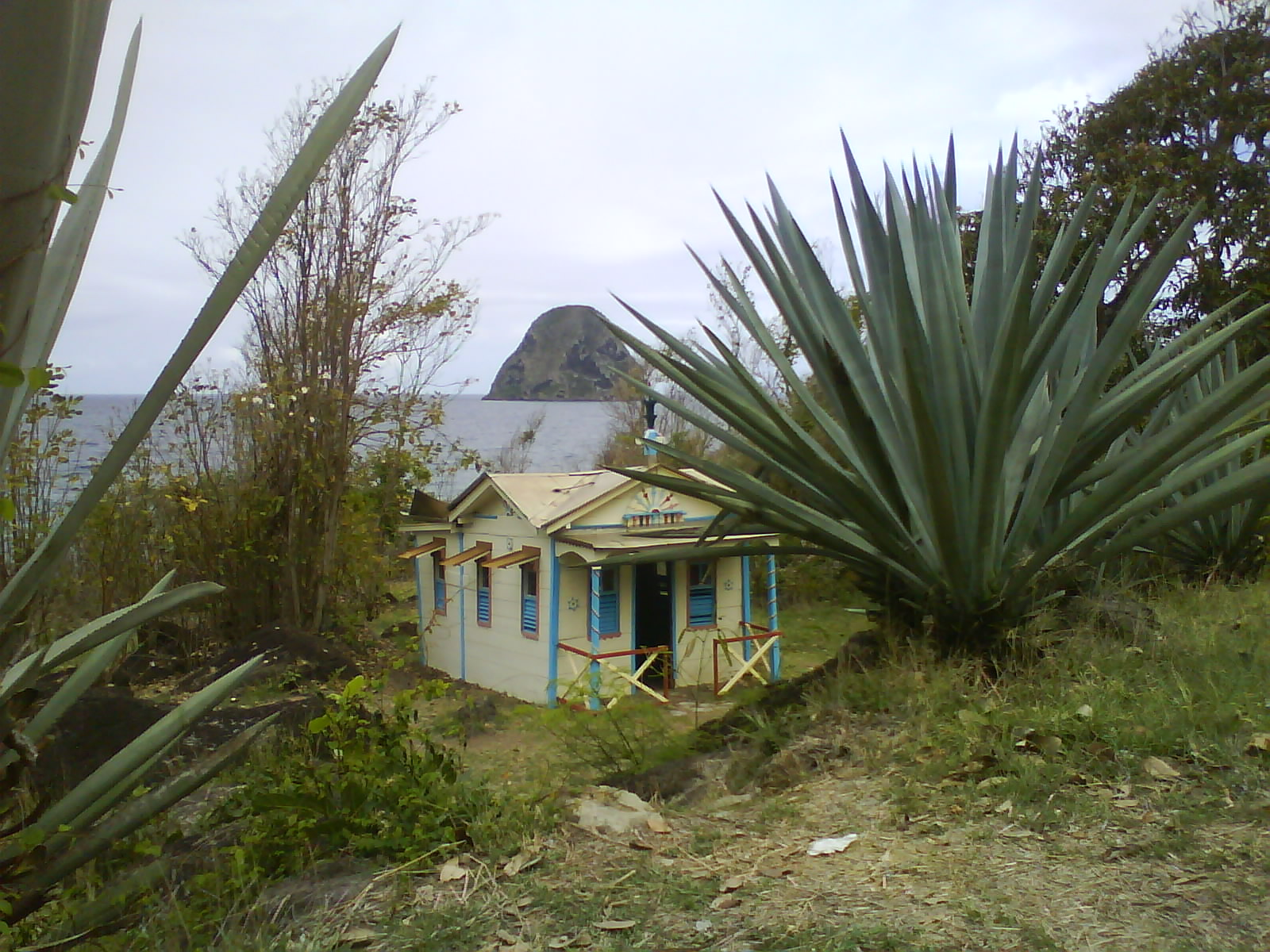
maison de Medard Aribot, dite la « maison du Bagnard » (1960), Le Diamant.

Médard Aribot est le fils de Médar Kuku, né au Congo[Lequel ?], et de Marie Thérèse Aribot, née à Rivière-Pilote le 25 octobre 1861.
Sculpteur autodidacte et réputé talentueux, c'est parce qu'il a sculpté l'effigie du colonel Coppens qu'il a été condamné au bagne à perpétuité. Cette effigie avait été brandie par une foule lors d'une émeute électorale en 1925 au cours de laquelle dix personnes furent tuées, dont le colonel. Toutefois, il est officiellement condamné huit ans après les émeutes pour des faits de maraudages et rapines. L'opinion populaire affirme qu'il paie pour la réalisation de la « photo en bois » du colonel Coppens.
Condamné au bagne à perpétuité en 1925 pour son passé de « voleur » et sa participation supposée aux évènements de la guerre du Diamant (commune au sud de la Martinique), Médard Aribot passe ses années de bagne en Guyane et ne doit sa libération qu'à la fermeture de cet établissement pénitentiaire en 1945. 
Il finira par être rapatrié en Martinique en 1953 ou il passera le reste de ses jours.
Il est connu pour la petite maison polychrome appelée « maison du Bagnard » qu'il a édifiée en 1960 et habitée jusqu'à sa mort, sur la commune du Diamant, aux pieds du Morne Larcher.
Cette maisonnette en bois de couleurs gaies (principalement du jaune et du bleu) a pour particularité d'être extrêmement petite et cubique.
La « maison du bagnard » deviendra très vite après la mort de son auteur un site touristique car elle permet de replonger dans l'histoire de Médart Aribot personnage connu mais au sort tragique.